# Antonio de Nigris
Antonio de Nigris Guajardo (Monterrey, Nuevo León, 1 de abril de 1978-Lárisa, Grecia, 15 de noviembre de 2009) fue un futbolista mexicano que se desempeñó en la posición de delantero. Militó en 13 clubes durante sus nueve años en activo, anotando un total de 70 goles. Era hermano mayor de Aldo de Nigris, quien también fue futbolista, y de Poncho de Nigris, actor.[cita requerida]

## Trayectoria
De Nigris comenzó su carrera futbolística en el Club de Fútbol Monterrey, debutando con este equipo el 6 de febrero de 2000. Rápidamente se convirtió en figura de la «pandilla», al haber anotado 37 goles en 65 partidos disputados. Posteriormente firmó con el Club América, solamente disputó 3 partidos y anotó un gol, para después emigrar a España. Luego, jugó en la Primera División de España con el Villarreal Club de Fútbol y en la Segunda División de España con el Club Polideportivo Ejido. En ambos equipos disputó 15 y 31 partidos respectivamente y anotó 2 goles en cada uno. También jugó en la Corporación Deportiva Once Caldas de Colombia, con quien logró disputar la final de la Copa Intercontinental 2004, en la que anotó un gol en la tanda de penales ante el Fútbol Club Oporto de Portugal, aunque fue el equipo portugués el que ganó la copa. Después regresó al fútbol mexicano, esta vez para jugar con el Puebla Fútbol Club y con el Club Universidad Nacional. Con los «pumas» logró llegar a la final de la Copa Sudamericana 2005, donde fueron derrotados por el Club Atlético Boca Juniors en la tanda de penales.
A principios de 2006, de Nigris firmó un contrato para regresar al Monterrey, aunque el 18 de enero de 2006, fue cedido en préstamo al Shandong Luneng de la Superliga China durante un año. Sin embargo, de Nigris solamente permaneció en China durante 2 meses, ya que su contrato con el equipo chino era falso, denunciándolo ante la FIFA. El 20 de marzo de 2006 fue contratado por el Santos Futebol Clube de Brasil (aunque en realidad, el equipo brasileño pretendía a su hermano Aldo), donde sólo jugó 2 partidos y anotó solamente un gol. En ese mismo año, de Nigris fue fichado por el Gaziantepspor de la Superliga de Turquía, donde anotó 15 goles en 39 partidos. Después pasó al Ankaraspor en 2008, equipo del mismo país, donde disputó 25 partidos y anotó 7 goles. Luego, fue cedido en préstamo en 2009 al Ankaragücü. Con este equipo apenas anotó 2 goles en 14 apariciones, por lo que el 27 de agosto de 2009 fue vendido al AE Larisa de Grecia, su último club.
El «Tano» militó en 13 equipos en nueve años, por ello tenía un profundo deseo de escribir un libro en donde relatara todos los momentos felices y de tristeza que lo acompañaron en las canchas.

## Estadísticas

### Clubes
| C.F. Monterrey · México |               |               |     |    |    |   |   |    |     |      |      |
| 1ª | 1999-00       | 4             | 0   | -  | -  | - | - | 4  | 0   | 0    |      |
| 1ª | 2000-01       | 33            | 21  | -  | -  | - | - | 33 | 21  | 0.64 |      |
| 1ª | 2001-02       | 29            | 10  | -  | -  | - | - | 29 | 10  | 0.34 |      |
| 1ª | 2002-03       | 17            | 6   | -  | -  | - | - | 17 | 6   | 0.35 |      |
| Total club | Total club    | 83            | 37  | -  | -  | - | - | 83 | 37  | 0.45 |      |
| C.F. América · México |               |               |     |    |    |   |   |    |     |      |      |
| 1ª | 2002-03       | 3             | 0   | -  | -  | - | - | 3  | 0   | 0    |      |
| Total club | Total club    | 3             | 0   | -  | -  | - | - | 3  | 0   | 0    |      |
| Villarreal C.F. · España |               |               |     |    |    |   |   |    |     |      |      |
| 1.ª | 2003-04       | 15            | 2   | 0  | 0  | 0 | 0 | 15 | 2   | 0.13 |      |
| Total club | Total club    | 15            | 2   | -  | -  | - | - | 15 | 2   | 0.13 |      |
| Polideportivo Ejido · España |               |               |     |    |    |   |   |    |     |      |      |
| 2.ª | 2003-04       | 31            | 2   | -  | -  | - | - | 31 | 2   | 0.06 |      |
| Total club | Total club    | 31            | 2   | -  | -  | - | - | 31 | 2   | 0.06 |      |
| Once Caldas · Colombia |               |               |     |    |    |   |   |    |     |      |      |
| 1ª | 2004-05       | 19            | 1   | -  | -  | 1 | 0 | 20 | 1   | 0.05 |      |
| Total club | Total club    | 19            | 1   | -  | -  | 1 | 0 | 20 | 1   | 0.05 |      |
| Puebla F.C. · México |               |               |     |    |    |   |   |    |     |      |      |
| 1ª | 2004-05       | 13            | 1   | -  | -  | - | - | 13 | 1   | 0.08 |      |
| Total club | Total club    | 13            | 1   | -  | -  | - | - | 13 | 1   | 0.08 |      |
| Pumas U.N.A.M. · México |               |               |     |    |    |   |   |    |     |      |      |
| 1ª | 2005-06       | 15            | 2   | -  | -  | 7 | 2 | 22 | 4   | 0.18 |      |
| Total club | Total club    | 15            | 2   | -  | -  | 7 | 2 | 22 | 4   | 0.18 |      |
| Santos F.C. · Brasil |               |               |     |    |    |   |   |    |     |      |      |
| 1ª | 2005-06       | 2             | 1   | -  | -  | - | - | 2  | 1   | 0.5  |      |
| Total club | Total club    | 2             | 1   | -  | -  | - | - | 2  | 1   | 0.5  |      |
| Gaziantepspor Turquía |               |               |     |    |    |   |   |    |     |      |      |
| 1ª | 2006-07       | 39            | 15  | 3  | 2  | - | - | 42 | 17  | 0.4  |      |
| Total club | Total club    | 39            | 15  | 3  | 2  | - | - | 42 | 17  | 0.4  |      |
| Ankaraspor Turquía |               |               |     |    |    |   |   |    |     |      |      |
| 1ª | 2007-08       | 25            | 7   | 4  | 0  | - | - | 29 | 7   | 0.24 |      |
| Total club | Total club    | 25            | 7   | 4  | 0  | - | - | 29 | 7   | 0.24 |      |
| Ankaragücü Turquía |               |               |     |    |    |   |   |    |     |      |      |
| 1ª | 2008-09       | 14            | 2   | 3  | 0  | - | - | 17 | 2   | 0.12 |      |
| Total club | Total club    | 14            | 2   | 3  | 0  | - | - | 17 | 2   | 0.12 |      |
| AE Larissa · Grecia |               |               |     |    |    |   |   |    |     |      |      |
| 1ª | 2009-10       | 7             | 0   | 1  | 0  | - | - | 8  | 0   | 0    |      |
| Total club | Total club    | 7             | 0   | 1  | 0  | - | - | 8  | 0   | 0    |      |
| Total carrera | Total carrera | Total carrera | 266 | 70 | 11 | 2 | 8 | 2  | 285 | 74   | 0.26 |
| (1)Incluye datos de la Copa de Turquía y Copa de Grecia. (2)Incluye datos de la Copa Intercontinental (2004) y Copa Sudamericana (2005). |               |               |     |    |    |   |   |    |     |      |      |

## Selección nacional
Su primer partido con la Selección de fútbol de México fue el 7 de marzo de 2001 ante Brasil, en el cual también se estrenó como goleador, al haber anotado un memorable gol que puso momentáneamente arriba a México por 2-0. Al final el partido terminó en un empate a 3-3. De Nigris participó con la selección en la Copa América 2001 y en la Copa Confederaciones 2001, aunque no logró anotar en ninguna de las dos competencias. También disputó con el «tri» partidos clasificatorios a la Copa Mundial de Fútbol de 2002, donde anotó un doblete ante Jamaica el 15 de marzo de 2001. Sin embargo, de Nigris no volvió a ser convocado durante 7 años, hasta que el 6 de febrero de 2008, Hugo Sánchez lo llamó para disputar un partido amistoso contra Estados Unidos, donde la selección empató a 2-2. Su último partido con la selección fue el 26 de marzo de 2008 ante Ghana, donde México se impuso por 2-1. El 21 de octubre de 2009, de Nigris declaró en su blog de ESPNdeportes.com que le hubiera gustado ser tomado en cuenta por Javier Aguirre para la Copa Mundial de Fútbol de 2010.

"Ya se tiene el boleto a Sudáfrica y como todos los jugadores mexicanos, yo también deseo jugar el Mundial. Seguiré luchando, trabajando, para que se me tome en cuenta. Quiero estar preparado para aprovechar la oportunidad cuando llegue. No me siento en desventaja con los demás jugadores mexicanos, porque sé que cuando empiecen a caer los goles, estando en actividad y con el juego que tengo en el Larisa llegará esa oportunidad. Sólo debo tener buenas actuaciones en mi equipo."
Antonio de Nigris (21 de octubre de 2009).

El «Tano» disputó 16 encuentros con la selección mexicana, anotando solamente 4 goles.

### Participaciones en fases finales
| Competición                    | Categoría | Sede                  | Resultado        | Partidos |
| ------------------------------ | --------- | --------------------- | ---------------- | -------- |
| Copa FIFA Confederaciones 2001 | Absoluta  | Corea del Sur y Japón | Primera fase     | 2        |
| Copa América 2001              | Absoluta  | Colombia              | Subcampeón       | 3        |
| Copa Oro CONCACAF 2002         | Absoluta  | Estados Unidos        | Cuartos de final | 1        |
| Total                          | –         | –                     | –                | 6        |

### Participaciones en fases Clasificatorias
| Competición                | Categoría | Sede                                 | Resultado   | Partidos | Goles |
| -------------------------- | --------- | ------------------------------------ | ----------- | -------- | ----- |
| Clasificación Mundial 2002 | Absoluta  | Norteamérica, Centroamérica y Caribe | Clasificado | 3        | 2     |
| –                          |           |                                      |             |          |       |

### Estadísticas
| Selección | Año   | Partidos | Goles |
| --------- | ----- | -------- | ----- |
| México    | 2001  | 13       | 4     |
| México    | 2002  | 1        | 0     |
| México    | 2008  | 2        | 0     |
| Total     | Total | 16       | 4     |

### Partidos internacionales
| #  | Fecha                   | Rival             | Sede             | Estadio                      | Resultado | Competición                     |
| -- | ----------------------- | ----------------- | ---------------- | ---------------------------- | --------- | ------------------------------- |
| 1  | 7 de marzo de 2001      | Brasil            | Guadalajara      | Estadio Jalisco              | 3 - 3     | Amistoso                        |
| 2  | 25 de marzo de 2001     | Jamaica           | Ciudad de México | Estadio Azteca               | 4 - 0     | Clasificación Mundial 2002      |
| 3  | 11 de abril de 2001     | Chile             | Monterrey        | Estadio Tecnológico          | 2 - 0     | Amistoso                        |
| 4  | 25 de abril de 2001     | Trinidad y Tobago | Puerto España    | Queen's Park Oval            | 1 - 1     | Clasificación Mundial 2002      |
| 5  | 25 de mayo de 2001      | Inglaterra        | Derby            | Pride Park Stadium           | 0 - 4     | Amistoso                        |
| 6  | 1 de junio de 2001      | Corea del Sur     | Ulsan            | Estadio Mundialista de Ulsan | 1 - 2     | Copa Confederaciones 2001       |
| 7  | 3 de junio de 2001      | Francia           | Ulsan            | Estadio Mundialista de Ulsan | 0 - 4     | Copa Confederaciones 2001       |
| 8  | 16 de julio de 2001     | Paraguay          | Santiago de Cali | Estadio Pascual Guerrero     | 0 - 0     | Copa América 2001               |
| 9  | 22 de julio de 2001     | Chile             | Pereira          | Estadio Hernán Ramírez       | 2 - 0     | Copa América 2001               |
| 10 | 25 de julio de 2001     | Uruguay           | Pereira          | Estadio Hernán Ramírez       | 2 - 1     | Copa América 2001               |
| 11 | 23 de agosto de 2001    | Liberia           | Veracruz         | Luis Pirata Fuente           | 5 - 4     | Amistoso                        |
| 12 | 5 de septiembre de 2001 | Trinidad y Tobago | Ciudad de México | Estadio Azteca               | 3 - 0     | Clasificación Mundial 2002      |
| 13 | 14 de noviembre de 2001 | España            | Huelva, España   | Nuevo Colombino              | 1 - 0     | Amistoso                        |
| 14 | 21 de enero de 2002     | Guatemala         | Pasadena         | Estadio Rose Bowl            | 3 - 0     | Copa de Oro de la Concacaf 2002 |
| 15 | 6 de febrero de 2008    | Estados Unidos    | Houston          | Reliant Arena                | 2 - 2     | Amistoso                        |
| 16 | 26 de marzo de 2008     | Ghana             | Londres          | Craven Cottage               | 2 - 1     | Amistoso                        |

### Goles internacionales
| # | Fecha                | Rival   | Marcador | Resultado | Competición                |
| - | -------------------- | ------- | -------- | --------- | -------------------------- |
| 1 | 7 de marzo de 2001   | Brasil  | 2-0      | 3-3       | Amistoso                   |
| 2 | 25 de marzo de 2001  | Jamaica | 1-0      | 4-0       | Clasificación Mundial 2002 |
| 3 | 25 de marzo de 2001  | Jamaica | 2-0      | 4-0       | Clasificación Mundial 2002 |
| 4 | 23 de agosto de 2001 | Liberia | 5-4      | 5-4       | Amistoso                   |

## Fallecimiento
El 16 de noviembre de 2009 de Nigris falleció a causa de un paro cardíaco en Lárisa, Grecia. Inicialmente se había informado que de Nigris había muerto mientras se encontraba dormido en su residencia. Sin embargo, la prensa griega reveló que de Nigris despertó alrededor de las 3:30 horas de la madrugada con dolores en el pecho. Su esposa Sonia pidió por teléfono una ambulancia, pero de Nigris falleció camino al hospital.
Más tarde, tanto la web oficial del AE Larisa (club en donde militaba de Nigris) como la del Monterrey (primer equipo de Antonio) y la de la Federación Mexicana de Fútbol, así como las de otros equipos en los que militó de Nigris, confirmaron su deceso y enviaron sus condolencias a los familiares afectados.
Un día después de su muerte, el médico forense griego Christos Kravaritis del Hospital Académico General de Lárisa declaró que, según los datos de la primera necropsia, de Nigris murió a causa de una patología cardíaca, es decir, una falla genética en su corazón. Posteriormente, la Federación Turca de Fútbol reveló que el médico del Ankaragücü que atendió a de Nigris declaró que le había diagnosticado una "malformación genética del corazón" y le habían advertido de los riesgos de seguir jugando fútbol, pero de Nigris hizo caso omiso.

"Al principio de la temporada, antes de empezar la preparación habíamos hecho pruebas cardiológicas a todos los futbolistas y desde luego a de Nigris, a él se le había diagnosticado una malformación congénita cardíaca, un engrosamiento de los músculos del corazón. Se lo habíamos comentado y le habíamos dicho que los riesgos para personas mayores de 30 años se multiplican en caso de esta enfermedad, y él había dicho que en México ya le habían diagnosticado cierto tipo de problemas de esta índole pero que llegó a jugar en el seleccionado nacional y que para él no existía ningún problema. Antonio de Nigris fue a la muerte sabiéndolo."

El 16 de noviembre de 2009, a primeras horas de la tarde, los aficionados del AE Larisa levantaron un altar a las afueras del estadio Alkazar, donde cientos de jóvenes y aficionados, así como los jugadores del Lárisa, se acercaron a dejar flores, velas encendidas y a pronunciar oraciones en honor a de Nigris. Inclusive, el mismo club pidió a la Federación Helénica de Fútbol la suspensión del partido de liga ante el Ergotelis FC, el cual fue reprogramado para el 2 de diciembre. Así mismo, la Federación Mexicana de Fútbol ordenó que se diera un minuto de aplausos al comienzo de todos los partidos de ida de los cuartos de final del Apertura 2009.
El 20 de noviembre de 2009, los restos de Antonio fueron repatriados, arribando a la Ciudad de México a las 19:16 horas. Los restos llegaron a su ciudad natal a las 00:45 horas del 21 de noviembre, donde fueron velados hasta las 03:00 de la mañana. Ese mismo día, sus restos fueron cremados y sus cenizas fueron llevadas al Estadio Tecnológico para la ceremonia en su honor que se llevó a cabo antes del partido de ida de los cuartos de final del Apertura 2009 entre el Monterrey y el Club América. Un día después de la ceremonia, se llevó a cabo una misa en su honor en el mismo lugar a las 12:00 horas, donde sus hermanos Aldo y Poncho dieron la vuelta olímpica al estadio con las cenizas de Antonio.

## Palmarés

### Distinciones individuales
| Distinción                                   | Año  |
| -------------------------------------------- | ---- |
| Citlalli al Mejor Novato del Torneo Invierno | 2000 |